# Busycotypus plagosus
Busycotypus plagosus är en snäckart som först beskrevs av Conrad 1862.  Busycotypus plagosus ingår i släktet Busycotypus och familjen Melongenidae. Inga underarter finns listade i Catalogue of Life.